# Ferrovia Portet-Saint-Simon - Puigcerdà
La ferrovia Portet-Saint-Simon - Puigcerdà (in francese Ligne de Portet-Saint-Simon à Puigcerda (frontière)) è un'importante linea ferroviaria posta nel sud-ovest della Francia che collega importanti città quali Pamiers, Foix, Latour-de-Carol e Puigcerdà. La ferrovia, che assieme alla linea spagnola Barcellona - Latour-de-Carol costituisce la relazione ferroviaria transpirenaica orientale, attraversa le campagne francesi e valica il confine franco-spagnolo nei pressi di Latour-de-Carol, raggiungendo la rete RENFE nella stazione di Puigcerdà.

## Storia
La ferrovia è stata aperta a tratte dal 1861 al 1929.
La linea fu elettrificata in corrente continua a 1500 V tra il 1929 ed il 1930.

## Percorso
| Unknown route-map component "CONTfa" |

| Station on track |

| Unknown route-map component "CONTgq" | Unknown route-map component "ABZgr" |  |

| Unknown route-map component "eBHF" |

| Transverse water | Unknown route-map component "hKRZWae" | Transverse water |

| Station on track |

| Transverse water | Small bridge over water | Transverse water |

| Station on track |

| Station on track |

| Station on track |

| Station on track |

| Transverse water | Small bridge over water | Transverse water |

| Station on track |

|  | Unknown route-map component "d" | Unknown route-map component "eSHI2gl" | Unknown route-map component "exdSTR3h+l" | Unknown route-map component "exCONTfq" |

| Unknown route-map component "d" | Unknown route-map component "vBHF-exBHF" |

| Unknown route-map component "d" | Unknown route-map component "evSHI2g+l-" |

| Unknown route-map component "eHST" |

| Station on track |

| Transverse water | Small bridge over water | Transverse water |

| Station on track |

| Unknown route-map component "exCONTgq" | Unknown route-map component "d" + Unknown route-map component "exSTR+r" | Straight track | Unknown route-map component "d" |  |

| Transverse water | Unknown route-map component "evWBRÜCKE1" | Transverse water | Unknown route-map component "d" |

| Unknown route-map component "vexBHF-BHF" | Unknown route-map component "d" |

| Unknown route-map component "ev-SHI2g+r" | Unknown route-map component "d" |

| Transverse water | Small bridge over water | Transverse water |

| Unknown route-map component "eBHF" |

| Enter and exit short tunnel |

| Unknown route-map component "eBHF" |

| Transverse water | Small bridge over water | Transverse water |

| Station on track |

| Transverse water | Small bridge over water | Transverse water |

| Unknown route-map component "eBHF" |

| Enter and exit short tunnel |

| Transverse water | Small bridge over water | Transverse water |

| Station on track |

| Transverse water | Small bridge over water | Unknown route-map component "WASSER+r" |

|  | Enter and exit short tunnel | Water |

|  | Unknown route-map component "eHST" | Water |

|  | Enter and exit short tunnel | Water |

|  | Station on track | Water |

| Unknown route-map component "WASSER+l" | Small bridge over water | Water straight and to right |

| Unknown route-map component "WASSERl" | Small bridge over water | Unknown route-map component "WASSER+r" |

|  | Enter and exit short tunnel | Water |

|  | Enter and exit short tunnel | Water |

| Unknown route-map component "WASSER+l" | Small bridge over water | Water straight and to right |

| Unknown route-map component "eHST" |

| Enter and exit short tunnel |

| Station on track |

| Enter and exit short tunnel |

| Enter and exit tunnel |

| Transverse water | Unknown route-map component "hKRZWae" | Transverse water |

| Unknown route-map component "STRo" |

| Enter and exit tunnel |

| Transverse water | Small bridge over water | Transverse water |

| Enter and exit short tunnel |

| Unknown route-map component "STRo" |

| Enter and exit tunnel |

| Unknown route-map component "STRo" |

| Enter and exit short tunnel |

| Enter and exit tunnel |

| Station on track |

| Unknown route-map component "WASSERl" | Small bridge over water | Unknown route-map component "WASSER+r" |

| Unknown route-map component "WASSER+l" | Small bridge over water | Water straight and to right |

| Unknown route-map component "WASSERl" | Small bridge over water | Unknown route-map component "WASSER+r" |

| Transverse water | Small bridge over water | Water straight and to right |

| Unknown route-map component "STRc2" | Unknown route-map component "STR3" |  |

| Unknown route-map component "tSTR+1a" | Unknown route-map component "tSTR+l" + Unknown route-map component "STRc4" | Unknown route-map component "tSTR+r" |

| Unknown route-map component "t3STR2" | Unknown route-map component "-3KRZt" + Unknown route-map component "PORTALg" | Unknown route-map component "t3STR3" |

| Transverse water | Small bridge over water | Transverse water |

| Enter and exit tunnel |

| Unknown route-map component "tBHFa@f" |

| Unknown route-map component "tSTRe@f" |

| Unknown route-map component "WASSER+l" | Small bridge over water | Transverse water |

| Water | Station on track |  |

| Water | Unknown route-map component "eBHF" |  |

| Unknown route-map component "WASSERl" | Small bridge over water | Unknown route-map component "WASSER+r" |

| Unknown route-map component "WASSER+l" | Small bridge over water | Water straight and to right |

| Unknown route-map component "WASSERl" | Unknown route-map component "hKRZWae" | Unknown route-map component "WASSER+r" |

| Transverse water | Small bridge over water | Water straight and to right |

| Unknown route-map component "dKBHFa-L" | Unknown route-map component "dKBHFxe-M" | Unknown route-map component "udKBHFa-R" |

|  | Unknown route-map component "xvSTR" | Unknown route-map component "udSTRl" | Unknown route-map component "uCONTfq" |

| Unknown route-map component "GRZq" | Unknown route-map component "xvGRENZE" | Unknown route-map component "GRZq" | Unknown route-map component "d" |

| 164+708 |
| 50+821  |

| Unknown route-map component "xvÜWB" | Unknown route-map component "d" |

| Unknown route-map component "exdDST-L" | Unknown route-map component "dBHF-R" | Unknown route-map component "d" |

| Unknown route-map component "exlv-ENDE@G" | Unknown route-map component "dCONTf" |  |